# Neolophonotus bamptoni
Neolophonotus bamptoni är en tvåvingeart som beskrevs av Jason Gilbert Hayden Londt 1987. Neolophonotus bamptoni ingår i släktet Neolophonotus och familjen rovflugor.
Artens utbredningsområde är Kenya. Inga underarter finns listade i Catalogue of Life.